# Ana de Inglaterra (1637–1640)
Ana de Inglaterra (em inglês: Anne Stuart; 17 de Março de 1637 - 8 de Dezembro de 1640) foi uma filha do rei Carlos I e da sua esposa, Henriqueta Maria de França. Foi uma dos três filhos do casal a morrer durante a infância.

## Vida
Ana nasceu a 17 de Março de 1637 no Palácio de St. James, sendo a sétima criança e terceira filha do rei Carlos I de Inglaterra e da sua esposa, Henriqueta Maria de França. Os seus irmãos eram, por ordem de nascimento: Carlos Jaime, Duque da Cornualha, o futuro rei Carlos II de Inglaterra, Maria, Princesa Real e futura princesa de Orange, o futuro rei Jaime II de Inglaterra e a princesa Isabel de Inglaterra. Apesar de a Inglaterra, Escócia e Irlanda serem países cristãos (a sua fé era dividida entre denominações distintas como o Catolicismo, Anglicanismo, Presbiterianismo e Puritanismo), Ana foi baptizada na religião anglicana, no Palácio de St. James, a 30 de Março de 1637, por William Laud, o bispo anglicano de Londres. Ana apenas assistiu ao nascimento de mais dois irmãos: a natimorta Catarina e Henrique Stuart, Duque de Gloucester. Nunca conheceu a sua irmã mais nova, a princesa Henriqueta de Inglaterra que se casou com o duque Filipe I de Orleães e teve quatro filhos dele.
Ana era uma criança doente, algo bem visível nesta gravura que foi feita dela. Era frágil e ligeiramente deformada.

## Morte
Ana adoeceu com tuberculose, uma doença que mais tarde também levaria a sua irmã mais velha, Isabel. Com apenas três anos de idade, Ana morreu no Palácio de Richmond. Foi enterrada na Abadia de Westminster ao lado do seu irmão Carlos Jaime.

## Genealogia
| Ana de Inglaterra | Pai: Carlos I de Inglaterra     | Avô paterno: Jaime VI da Escócia e I de Inglaterra | Bisavô paterno: Henry Stuart, Lord Darnley               |
| Ana de Inglaterra | Pai: Carlos I de Inglaterra     | Avô paterno: Jaime VI da Escócia e I de Inglaterra | Bisavó paterna: Maria Stuart                             |
| Ana de Inglaterra | Pai: Carlos I de Inglaterra     | Avó paterna: Ana da Dinamarca                      | Bisavô paterno: Frederico II da Dinamarca                |
| Ana de Inglaterra | Pai: Carlos I de Inglaterra     | Avó paterna: Ana da Dinamarca                      | Bisavó paterna: Sofia de Mecklenburg-Güstrow             |
| Ana de Inglaterra | Mãe: Henriqueta Maria de França | Avô materno: Henrique IV de França                 | Bisavô materno: António de Bourbon, Duque de Vendôme     |
| Ana de Inglaterra | Mãe: Henriqueta Maria de França | Avô materno: Henrique IV de França                 | Bisavó materna: Joana III de Navarra                     |
| Ana de Inglaterra | Mãe: Henriqueta Maria de França | Avó materna: Maria de Médici                       | Bisavô materno: Francisco I de Médici                    |
| Ana de Inglaterra | Mãe: Henriqueta Maria de França | Avó materna: Maria de Médici                       | Bisavó materna: Joana de Áustria, Grã-Duquesa da Toscana |